# João Lopes Holtreman
João Lopes Holtreman (Nasceu Lisboa, 5 de janeiro de 1925 e faleceu em Lisboa, 6 de Fevereiro de 2021) era um dos mais antigos livreiros-antiquários português em atividade
Estabelecido no Bairro Alto, na Rua da Misericórdia (Livraria Camões). Quando, em setembro de 1989, ele e os seus pares tomaram a decisão de constituir a Pró-Associação Portuguesa de Alfarrabistas foi eleito, por unanimidade, para presidir a essa organização.

## Familia
Descendente da família Holtreman, era filho de Américo Cabedo Holtreman (22 de Janeiro de 1897) e de sua mulher Isabel da Conceição Lopes (28 de Março de 1899). Era neto paterno de José Maria dos Santos Holtreman (15 de Fevereiro de 1863) e de Helena Maria de Sousa Cabedo (10 de Abril de 1865), e neto materno de Joaquim Lopes Pereira e de Genoveva da Conceição Lopes (09 de Janeiro de 1870). 
Era também o tetraneto mais velho por varonia de Bartolomeu Nunes Holtreman - Cavaleiro da Ordem de Cristo - e consequentemente representante da família Holtreman em Portugal.

## Biografia
A sua entrada no setor do comércio do livro antigo e em segunda mão ocorreu quando tinha apenas onze anos. Começou então na Livraria Barateira (da qual era proprietário Salvador dos Santos Romana e onde também trabalhava o filho daquele, Alberto Romana), tendo aí permanecido até 1939.
No ano seguinte já se encontrava ao serviço da Livraria de Santa Marta (de Santos Fernandes e João Afonso Côrte-Real). Ainda não foi aí, porém, que se fixou, dado que em 1941 principiou a trabalhar numa filial que a Livraria Ecléctica, de Lourenço de Melo, tinha na Rua Garrett.
Por conveniência de serviço, passados quatro meses foi transferido para a sede dessa mesma livraria, na Calçada do Combro. Entretanto, Lourenço de Melo e o livreiro Pires (proveniente da Barateira) tinham aberto a Livraria Arcádia. Aí foi "colocado" então este jovem livreiro, cujo capital de experiência no setor já principiava a ser, reconhecido.
Em 1944 João Lopes Holtreman passou a trabalhar na Livraria Morais, na Rua da Assunção. Não foi ainda aí, porém, que permaneceu, na medida em que pouco depois (por altura do seu casamento, aos 21 anos) lhe deram a oportunidade de passar a trabalhar na Sociedade de Geografia de Lisboa.
Nesta agremiação centenária João Lopes ficou, primeiro, como funcionário da secretaria. Ao mesmo tempo passou a ser o encarregado do depósito de edições. Aí organizou os ficheiros de publicações da instituição que se encontravam em depósito (muitas centenas), procedendo aos respectivos inventários.

### Da Livraria Dois Mundos à Livraria Camões
O sonho de trabalhar por conta própria, num setor que o realizava profissionalmente acompanhava-o já desde há alguns anos. Assim, em 1960, decidiu abrir a Livraria Dois Mundos, na Rua Adolfo Coelho, no Alto de São João.
Nessa altura principiou a editar – como livreiro-alfarrabista estabelecido - o seu primeiro boletim bibliográfico impresso. Desta primeira série saíram dois números, o último dos quais de 1961.
Entretanto em 1963 trespassou aquela loja e veio estabelecer-se, já sob a designação comercial de Livraria J. Lopes, na Rua D. Pedro V. Neste seu novo estabelecimento publicou, entre 1963 e 1967, uma nova serie de boletins bibliográficos (desta feita pela técnica do estêncil).
É precisamente em 1967 que opta, uma vez mais por se mudar. Estabelece-se desta vez na Rua da Misericórdia, 145 – 1.º, em cujas instalações este livreiro-alfarrabista se virá a manter até 1970, aí publicando uma nova série de 20 boletins bibliográficos. Surgiu então a oportunidade de deixar aquele 1.º andar e se estabelecer na loja do mesmo prédio (nos 145-147). Esta sua nova loja passou então a ter o nome de Livraria Antiquária e, para a sua inauguração, mandou imprimir aquele que designou por Catálogo N.º 1, respeitante a um conjunto de mais de mil de obras (a que se seguiram dois outros).
Em 1974 adquiriu, perto daquele local, a loja que actualmente o seu estabelecimento, a Livraria Camões (N.ºs 137-141 da mesma Rua), oficialmente inaugurada em janeiro do ano seguinte. A abertura 'desta sua nova "casa" foi acompanhada pela publicação de um catálogo bibliográfico respeitante a mais de um milhar de obras, com uma tiragem de 5.000 exemplares, sendo posteriormente editados mais quatro.

### Especificidade de interesses bibliográficos
João Lopes Holtreman, desde que se fixou a trabalhar por conta própria na Livraria Dois Mundos, soube sempre imprimir ao seu trabalho como alfarrabista um cunho muito próprio. Votou uma particular atenção, para além das obras de temática histórica, às edições de, tiragem especial.
Desde longa data e até ao início da década de 80 foi organizando com desvelo uma vasta e rica colecção de tiragens especiais, num total de 2.213, que ainda hoje é tida, mesmo a nível internacional, como uma das mais peculiares no sector. Em 1982 a empresa [[Soares &
Mendonça]] procedeu ao leilão dessa colecção, e o respectivo catálogo - organizado pelo livreiro portuense Manuel Ferreira - constitui uma das obras de referência obrigatória deste domínio.
o prestígio e a respeitabilidade alcançados por João Lopes Holtreman ao longo de todos estes anos no mercado do livro antigo, levou a que os seus pares o distinguissem. O ter sido eleito em 1989, como atrás referimos, para presidente da Pró-Associação Portuguesa de Alfarrabistas - organização criada em 1994 (presidida pelo livreiro José Ferreira Vicente e de que ele continua a ser o presidente honorário) - mostra bem o apreço em que continua a ser tido.
A sua livraria tem sido, ao longo de todos estes anos, um dos espaços de visita regular de muitos bibliógrafos e investigadores. Contam-se entre eles - e para referenciar apenas alguns já desaparecidos - o Visconde da Trindade, D. Manuel de Almeida e Vasconcelos, o Comandante Ernesto de Vilhena, o Almirante Teixeira da Mota, o Visconde de Botelho, Joaquim Paço d'Arcos, João Gaspar Simões ou Jorge Borges de Macedo. Para essa plêiade de frequentadores habituais do(s) seu(s) estabelecimento(s) muito contou a constante renovação dos seus "stocks" através da aquisição a que procedeu - global ou parcialmente - de bibliotecas de reconhecido interesse. Foi o caso das de Vasco d'Orey, da Quinta do Mosteiro em Arganil, do Dr. Lopes de Oliveira, ou do Almirante Marques Esparteiro, entre outras.
Os livros são, ao que ele ainda hoje gosta de confessar, uma das razões para se conquistar amigos.

## Descendência
Casou a 22 de Dezembro de 1946 com Herminia Sequeira Nunes Pereira (6 de Agosto de 1932), filha de Joaquim Relvas Nunes Pereira (neto por via materna do famoso cavaleiro  José Bento de Araújo), e de sua mulher Ricardina dos Prazeres da Costa Sequeira de Castro com quem teve três filhos:
- Carlos Alberto Pereira Holtreman (30 de Junho de 1948), casado com Maria Manuela do Loureiro Piqueira Beirão, de quem teve duas filhas
- Herminio Pereira Holtreman (24 de Julho de 1950), casado em primeiras núpcias com Ana Bela dos Anjos Ramos Baeta, de quem teve dois filhos
- Vitor Manuel Pereira Holtreman (30 de Agosto de 1962), casado com Elisabete Maria Pinheiro Duarte, de quem teve um filho e duas filhas